# Rožna Dolina
Rožna Dolina – wieś w Słowenii, w gminie miejskiej Nova Gorica. W 2018 roku liczyła 1073 mieszkańców. 